# Žulová (nádraží)
Žulová (dřívější německý název Friedberg, Frýdberk) je železniční stanice ve stejnojmenném městě v okrese Jeseník.

## Popis
Je postavena v nadmořské výšce 360 m, na železniční trati Lipová Lázně – Javorník ve Slezsku, v km 13,248. Provoz na trati byl zahájen v roce 1896.
Ve stanici je prodejna vnitrostátních jízdenek, WC a čekárna pro cestující. Železniční stanice Žulová je zařazena do dopravního integrovaného systému.
V roce 2009 byla zasažena povodní. V blízkosti stanice musela být opravena opěrná zeď a vyměněny koleje.

## Vlečka
V obvodu stanice v km 12,639 odbočovala vlečka ve směru na Černou Vodu ke kamenolomu firmy H. Kulka a spol., která také vlečku v roce 1919 postavila. Vlečka vedla ke dvěma nákladištím – mezinákladiště Haspelberk a nákladiště poblíž lomu Rampa v Černé Vodě, kde vlečka končila. S útlumem přepravy byl v roce 1966 zrušen provoz do Černé Vody a v roce 1974 na Haspelberk. Vlečka dlouhá 2,8 km byla provozována v období 1919–1974. Po jejím tělese vede červeně značená turistická stezka.